# Athens (Alabama)
Athens is een plaats (city) in de Amerikaanse staat Alabama, en valt bestuurlijk gezien onder Limestone County.

## Demografie
Bij de volkstelling in 2000 werd het aantal inwoners vastgesteld op 18.967.
In 2006 is het aantal inwoners door het United States Census Bureau geschat op 21.851, een stijging van 2884 (15,2%).

## Geografie
Volgens het United States Census Bureau beslaat de plaats een oppervlakte van
102,1 km², waarvan 101,9 km² land en 0,2 km² water. Athens ligt op ongeveer 235 m boven zeeniveau.

## Plaatsen in de nabije omgeving
De onderstaande figuur toont de plaatsen in een straal van 24 km rond Athens.